# Talang (TV-serie)
Talang, under namnet Talang Sverige året 2014, är ett svenskt tävlingsprogram där personer och grupper med olika talanger tävlar om att bli det årets talang. I tävlingen röstas talanger vidare genom olika steg tills man bara har vinnaren kvar. Programmet är en svensk version av den brittiska förlagan Britain's Got Talent, som skapades av Simon Cowells produktionsbolag Sycos. Sycos har även legat bakom programformatet X Factor och Idol-franchiset. Programmet har en eller flera programledare samt en jury. Från början är det juryn som avgör vilka talanger som ska gå vidare i tävlingen, därefter blir det tittarna som tar över makten, först delvis i semifinaler och sedan helt i finalen.
Den svenska versionen hade premiär i TV4 våren 2007 med namnet Talang, och sändes därefter årligen varje vår fram till 2011. Därefter lades programmet ned på obestämd framtid eftersom kanalen ville fokusera på andra underhållningsprogram. Två år senare, den 19 juni 2013, meddelade TV3 att man köpt rättigheterna till Talang, samt att man skulle sända en ny säsong under våren 2014, under det nya namnet Talang Sverige. Våren 2017 började TV4 sända programmet igen, under den ursprungliga titeln Talang. Säsong 9 av Talang hade premiär i januari 2019.  Zara Larsson är med sina 10 år den hittills yngsta vinnaren.
Den 1 september 2023 meddelade TV4 att man pausar Talang under 2024.

## Programupplägg
Idén går ut på att allmänheten, som har någon sorts talang, söker till programmet och får visa upp den för en jury på tre eller fyra personer. Om juryn anser att talangen är tillräckligt bra, går denna vidare i programmet. Innan säsongen 2011 hade jurymedlemmarna två knappar: en grön knapp som de kunde klicka på om de ville skicka vidare talangen, samt en röd knapp som de kunde klicka på om de inte ansåg att talangen var tillräckligt bra för att gå vidare. Inför säsongen 2011 togs den gröna knappen bort. Sedan 2017 finns en "golden buzzer" som varje jurymedlem ger till varsin deltagare i auditionturnén för att skicka denna direkt till finalen; 2017 skickades dessa dock till semifinal. Efter ett antal auditionprogram är det dags för juryn att välja ut ett antal av de talanger som gick vidare från auditionrundan att gå vidare till semifinal. Alla program som handlar om dessa steg är vanligtvis förinspelade.
I semifinalerna ändras reglerna helt. Här är det nu dags för direktsändningar och dessutom minskas juryns makt som nu får delas med tittarna. I varje semifinal tävlar ett antal talanger där de två som får flest röster av tittarna och/eller blir utvalda av juryn går vidare till finalen. Efter semifinalerna får juryn och tittarna vanligtvis välja varsitt wildcard av de som ej röstats vidare till finalen. I finalen tävlar sedan finaltalangerna om vinsten, dvs. att man blir korad till årets Talang. Vinnaren får förutom äran en prissumma, som genom säsongernas gång har varierat mellan 500 000 och en miljon svenska kronor. 2007 och 2014 var prissumman en miljon kronor.

### Sändningar i Sverige
Vårarna 2007 till 2011 gjorde TV4 sändningar kring programmet. Man hade då en jury på tre personer, där Bert Karlsson alltid ingick, som fick bedöma talangerna genom knapptryckning. Alla avsnitt, utom semifinalerna och finalen, spelades in i förväg på olika orter i Sverige. Innan turnén ägde rum gjordes även förturnéer av produktionsbolaget.
I januari 2012 meddelade TV4 att man skulle lägga Talang på is, eftersom man hade köpt in två nya varianter av Idol (The Voice och X Factor) som man ville sända det året. Vid detta tillfälle påstods det dock att programmet skulle kunna återkomma i framtiden.
Den 19 juni 2013 meddelade TV3, som är en direkt konkurrent till TV4, att man köpt rättigheterna till Talang och skulle sända en ny säsong under våren 2014, under namnet Talang Sverige 2014.
År 2016 meddelade TV4 att Talang skulle komma tillbaka på TV4 igen och återupptog sändningarna från och med våren 2017.

## Säsonger
| Säsong    | Sändningsdatum            | Vinnare                                    | Andra plats                                                      | Programledare                              | TV-kanal |
| --------- | ------------------------- | ------------------------------------------ | ---------------------------------------------------------------- | ------------------------------------------ | -------- |
| 1 (2007)  | 13 april – 1 juni 2007    | Zillah & Totte (Buktalare)                 | Magikern Julien (Magiker)                                        | Peppe Eng                                  | TV4      |
| 2 (2008)  | 4 april – 30 maj 2008     | Zara Larsson (Sångerska)                   | i.u.                                                             | Peppe Eng, Kodjo Akolor (bisittare)        | TV4      |
| 3 (2009)  | 3 april – 12 juni 2009    | Charlie Caper (Magiker)                    | David Movsesian (Pianospelare)                                   | Tobbe Blom, Marko "Markoolio" Lehtosalo    | TV4      |
| 4 (2010)  | 2 april – 4 juni 2010     | Jill Svensson (Operasångerska)             | Daniel Lozakovich (Fiolspelare)                                  | Tobbe Blom, Marko "Markoolio" Lehtosalo    | TV4      |
| 5 (2011)  | 1 april – 10 juni 2011    | Simon Westlund (Kublösare)                 | Steve Thoreson (Operasångare)                                    | Tobbe Blom, Marko "Markoolio" Lehtosalo    | TV4      |
| 6 (2014)  | 24 februari – 18 maj 2014 | Jon Henrik Fjällgren (Jojksångare)         | Rackartygarna (Extremsportsgrupp) Until The End Crew (Dansgrupp) | Adam Alsing, Malin Gramer                  | TV3      |
| 7 (2017)  | 18 mars – 19 maj 2017     | Ibrahim Nasrullayev (Sångare)              | Nigma (Rappare/sångerska) Oliver Rytting (Rocksångare)           | Pär Lernström, Kristina "Keyyo" Petrushina | TV4      |
| 8 (2018)  | 12 januari – 16 mars 2018 | Madeleine Hilleard (Operasångerska)        | Jonas von Essen (Minnesmästare) Osman (Rappare)                  | Pär Lernström, Kristina "Keyyo" Petrushina | TV4      |
| 9 (2019)  | 11 januari – 15 mars 2019 | Mikael Holm (Sångare)                      | Marwin Wallonius (Minnesmästare) Eva Jumatate (Sångerska)        | Pär Lernström, Samir Badran                | TV4      |
| 10 (2020) | 10 januari – 13 mars 2020 | Lizette Olausson och Lotus (Hundfreestyle) | Maja Jakobsson (Sångerska) Alexander (Minnesmästare)             | Pär Lernström, Samir Badran                | TV4      |
| 11 (2021) | 15 januari – 19 mars 2021 | Johan Ståhl (Illusionist)                  | Kiana Blanckert (Sångerska) EEC (Dansgrupp)                      | Pär Lernström, Samir Badran                | TV4      |
| 12 (2022) | 14 januari - 18 mars 2022 | Aron Eriksson-Aras (Sångare)               | Stefan Lindström (Violinist) Peter Åberg (Multitasking)          | Pär Lernström                              | TV4      |
| 13 (2023) | 13 januari - 17 mars 2023 | Pontus Lindman (Magiker)                   | Samet Yüce (Matematikgeni) Jennifer Aoun (Sångare)               | Pär Lernström                              | TV4      |

### Jurymedlemmar
| Säsong    | 2007-2011       | 2007-2011          | 2007-2011         | 2007-2011        |
| --------- | --------------- | ------------------ | ----------------- | ---------------- |
| 1 (2007)  | Bert Karlsson   | Hanna Hedlund      | Tobbe Blom        | Tobbe Blom       |
| 2 (2008)  | Bert Karlsson   | Sofia Wistam       | Tobbe Blom        | Tobbe Blom       |
| 3 (2009)  | Bert Karlsson   | Charlotte Perrelli | Johan Pråmell     | Johan Pråmell    |
| 4 (2010)  | Bert Karlsson   | Charlotte Perrelli | Johan Pråmell     | Johan Pråmell    |
| 5 (2011)  | Bert Karlsson   | Charlotte Perrelli | Henrik Fexeus     | Henrik Fexeus    |
| Säsong    | 2014            | 2014               | 2014              | 2014             |
| 6 (2014)  | Tobias Karlsson | Carolina Gynning   | Shirley Clamp     | Robert Aschberg  |
| Säsong    | 2017-           | 2017-              | 2017-             | 2017-            |
| 7 (2017)  | David Batra     | LaGaylia Frazier   | Kakan Hermansson  | Alexander Bard   |
| 8 (2018)  | David Batra     | LaGaylia Frazier   | Bianca Ingrosso   | Alexander Bard   |
| 9 (2019)  | David Batra     | LaGaylia Frazier   | Bianca Ingrosso   | Alexander Bard   |
| 10 (2020) | David Batra     | LaGaylia Frazier   | Bianca Ingrosso   | Alexander Bard   |
| 11 (2021) | David Batra     | Sarah Dawn Finer   | Bianca Ingrosso   | Edward af Sillén |
| 12 (2022) | David Batra     | Sarah Dawn Finer   | Bianca Ingrosso   | Edward af Sillén |
| 13 (2023) | David Batra     | Helena Bergström   | Johanna Nordström | Viktor Norén     |